# Regne de l'Afganistan
El Regne d'Afganistan (en paixtu: د افغانستان واکمنان; en darí: پادشاهي افغانستان) va ser el període monàrquic de l'Afganistan modern establert per Dost Muhàmmad, un governant de l'Imperi Durrani, (el nom oficial d'aquest imperi era també Regne d'Afganistan, tot i que el seu territori era molt més gran). La monarquia afganesa va deixar d'existir l'any 1973, quan l'últim rei va ser enderrocat i es va deixar viure a l'exili.

## Història

### El gran joc
El primer període del Regne, de vegades conegut com l'Emirat, (el títol d'Emir l'ostentava el Monarca afganès fins al 1926), va estar marcat pel Gran Joc, la disputa entre els interessos de l'Imperi Rus i l'Imperi Britànic. Entre 1839 i 1842 va tenir lloc la Primera Guerra Angloafganesa, durant la qual els britànics van ocupar l'Afganistan i van intentar evitar l'expansionisme rival dels russos, tanmateix, no van aconseguir enderrocar Dost Muhàmmad Khan. Després de la mort d'aquest monarca el 1863, el va succeir el seu fill Xir Ali, que tres anys més tard va ser enderrocat pel seu germà gran Afzal Khan. El 1868 Xir Ali va tornar al poder, però va ser atacat pels russos; els britànics també van envair i van obligar els tsaristes a retirar-se. El nou Emir, Muhammad Yakub Khan, va intentar agradar als russos orientant una mica la seva política exterior cap a aquell imperi, però va ser enderrocat pels britànics, que van imposar Abd al-Rahman Khan i el van fer acceptar la Línia Durand el 1893, la frontera de l'Afganistan que va provocar la divisió política del poble paixtu i l'annexió d'un terç del país a la colònia de l'Índia Britànica. Després de la Segona Guerra Angloafganesa es va dignar el Tractat de Gandamak. Abd al-Rahman Khan va haver d'afrontar moltes rebel·lions, va ser succeït pel seu fill Habibullah Khan, que va signar un tractat anglo-afganès el 1905, que confirmava que les relacions exteriors de l'Afganistan estaven controlades pel Regne Unit. El 1919 va ser assassinat durant un complot pel seu germà Nasrullah, que va ser arrestat per Amanullah, el nou Emir.

### Independència
Amanullah va proclamar la independència i va forçar el reconeixement del Regne Unit mitjançant el tractat de Rawalpindi, després de la Tercera Guerra Anglo-afganesa.
Amanullah es va aliar internacionalment amb la recentment fundada Unió de Repúbliques Socialistes Soviètiques i va dur a terme nombroses reformes socials, polítiques i econòmiques. El 1926 va rebre els títols de Monarca, Emir i Paixà. Va haver d'enfrontar-se a diverses rebel·lions fomentades pels britànics. El 1929 el líder rebel Habibullah Kalakani el va enderrocar i va ser proclamat Emir.
Kalakani va ser enderrocat per Muhammad Nadir Shah, que va regnar fins al 1933, quan va ser assassinat, aleshores fou succeït pel seu fill Mohammed Zahir Shah.
Zahir Shah va establir el primer parlament afganès el 1965, una època d'alliberament social i polític. Zahir Shah va ser enderrocat pel príncep Muhammad Dawud Khan, que va proclamar la república el 1973.